# Daube provençale
Pour les articles homonymes, voir Daube.
La daube provençale (adòba, adobo en provençal) est une spécialité régionale traditionnelle de la cuisine provençale, à base de ragoût de viande de bœuf, ou de mouton, d'agneau, de sanglier, de taureau, marinée dans du vin rouge ou du vin blanc du vignoble de Provence, traditionnellement cuite à l'étouffée braisée au coin du feu, dans une daubière en terre cuite provençale.

## Origine
Le mot provençal adobar (adoubà, en graphie félibréenne) signifie « préparer, arranger », dérivé du mot provençal dòba (« daube »).

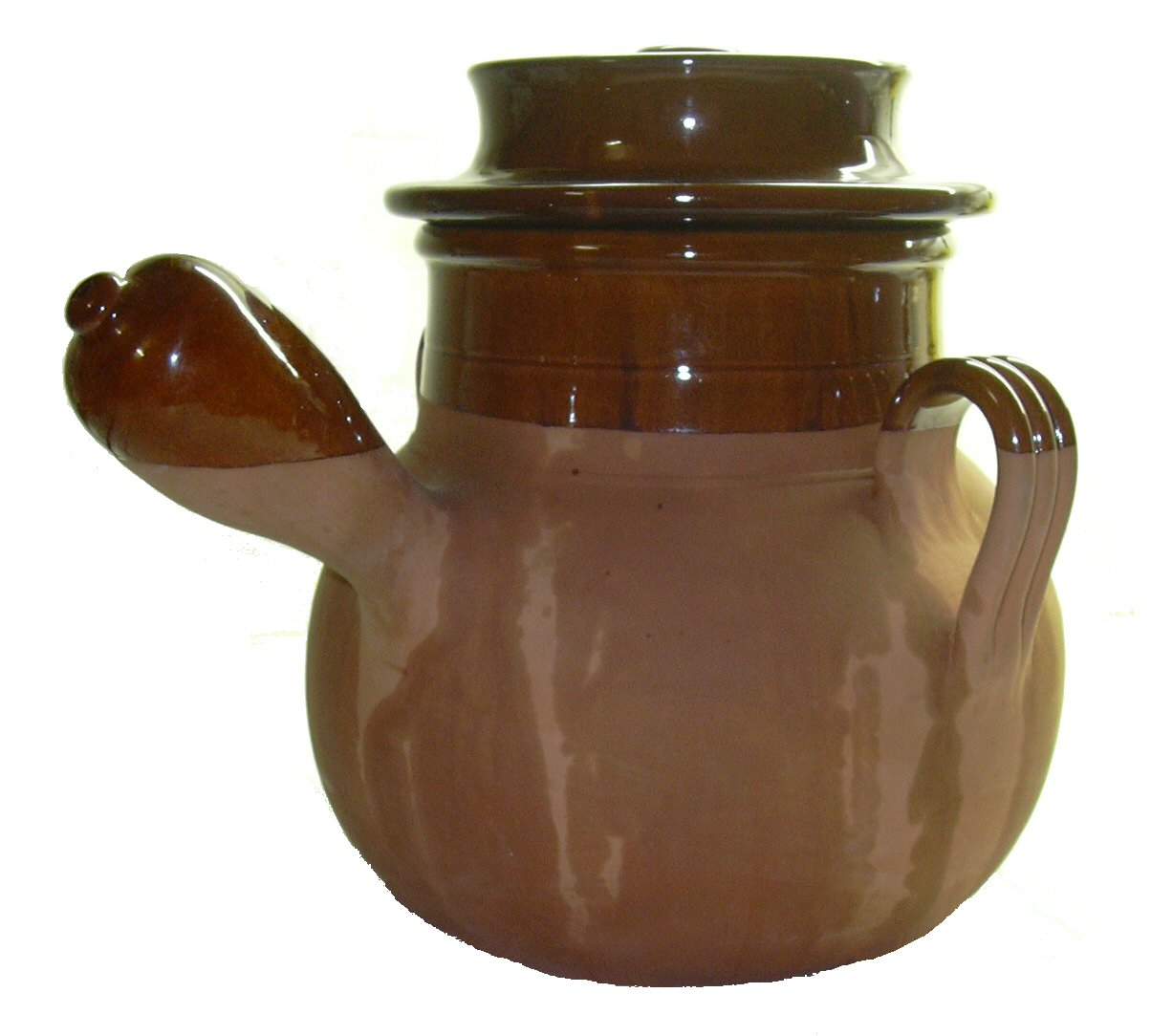
Daubière traditionnelle en terre cuite provençale.
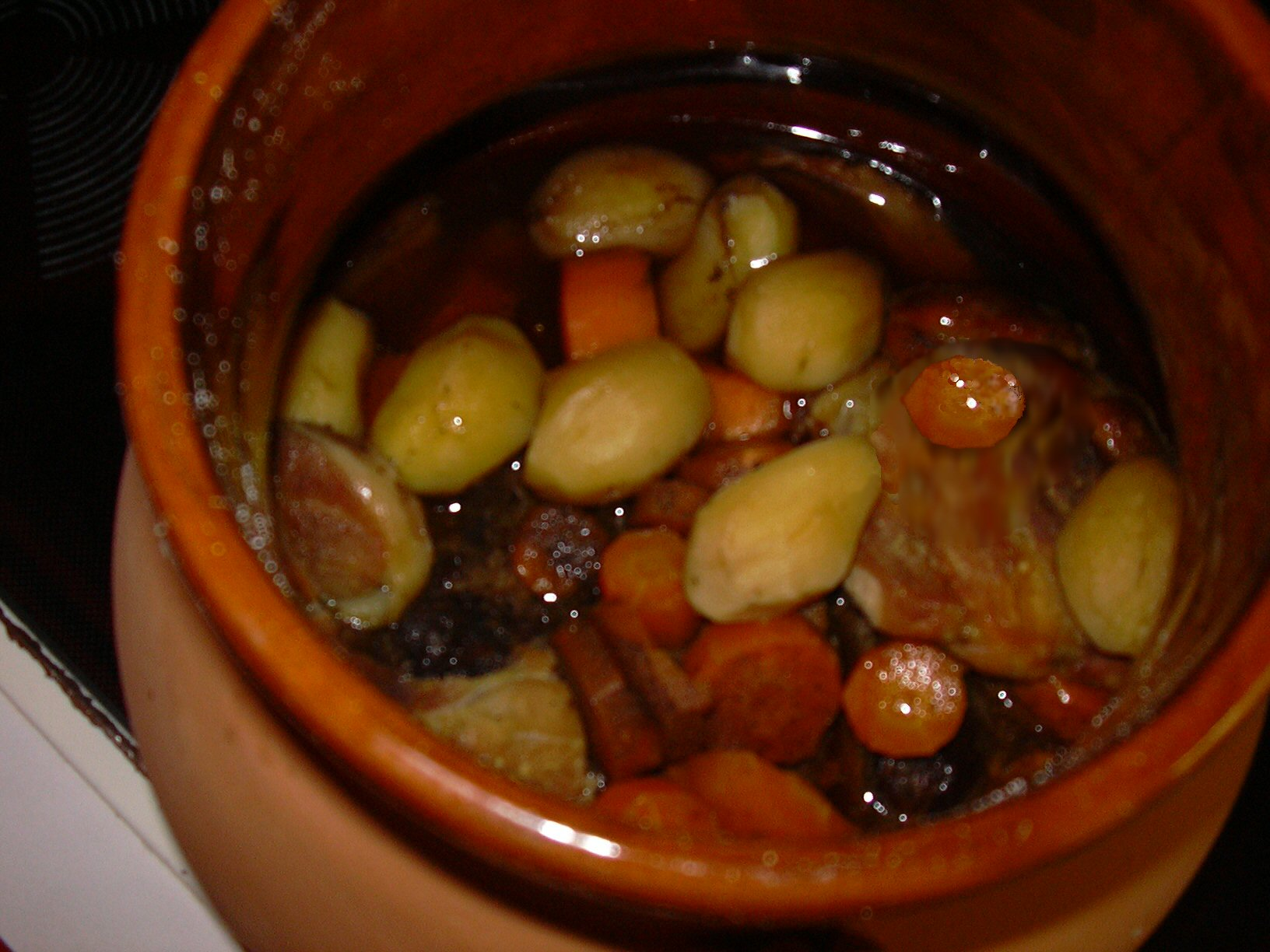
Marinade de daube provençale, dans sa daubière.
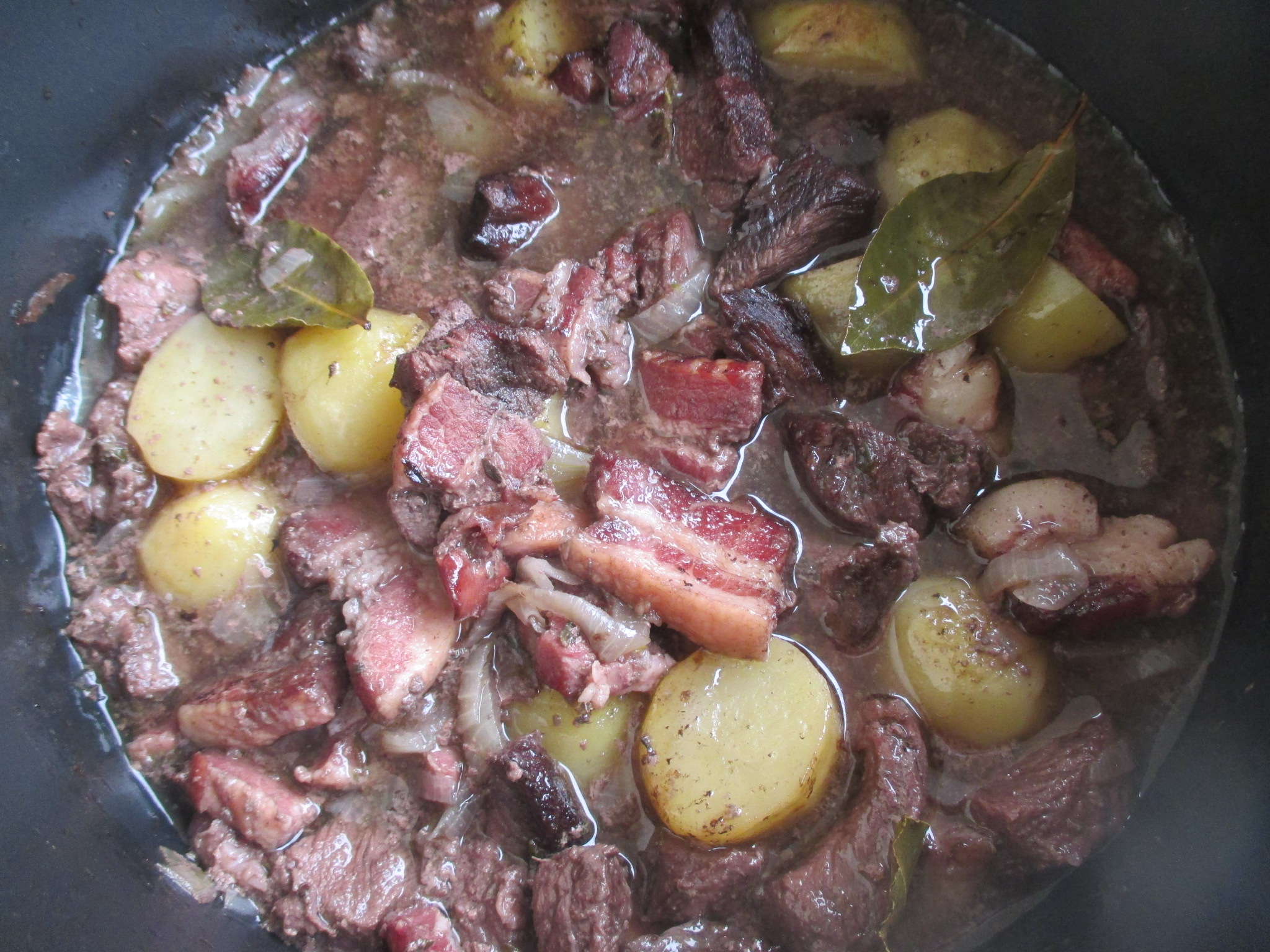
Cuisson à l'étouffée mijotée braisée au coin du feu, dans sa marinade.

## Ingrédients
La daube provençale est cuisinée à base de viande de bœuf marinée dans du vin rouge du vignoble de Provence. La viande coupée en gros dés est mise à mariner la veille dans une daubière en terre cuite provençale, avec du vin, accompagnée généralement de poitrine salée ou fumée (petit salé), carottes, tomate, ail, olives noires, et d'un bouquet garni composé d'herbes de Provence, thym, sarriette (pèbre d'aï, poivre d'âne), laurier, poivre en grain, et parfois d'une pointe d'écorce d'orange, de cannelle ou de gingembre.

## Préparation
La cuisson à l'étouffée braisée est traditionnellement effectuée dans sa daubière lentement quelques heures au coin du feu de bois. Le plat gagne à être réchauffé. La daube est généralement servie avec des pâtes, ou des pommes de terre à l'eau ou en purée. Elle est accompagnée de vin rouge du vignoble de Provence, en général identique à celui utilisé pour la marinade.

## Variante
Il existe entre autres, une variante de daube typique des Alpes-de-Haute-Provence, spécialité des communes proches de la montagne de Lure. Le bœuf y est accommodé avec un pied de veau et du lard gras. Les viandes marinent d'abord dans de l'eau-de-vie de marc, ou du cognac (eau-de-vie), avant de cuire avec le vin rouge et les légumes. 

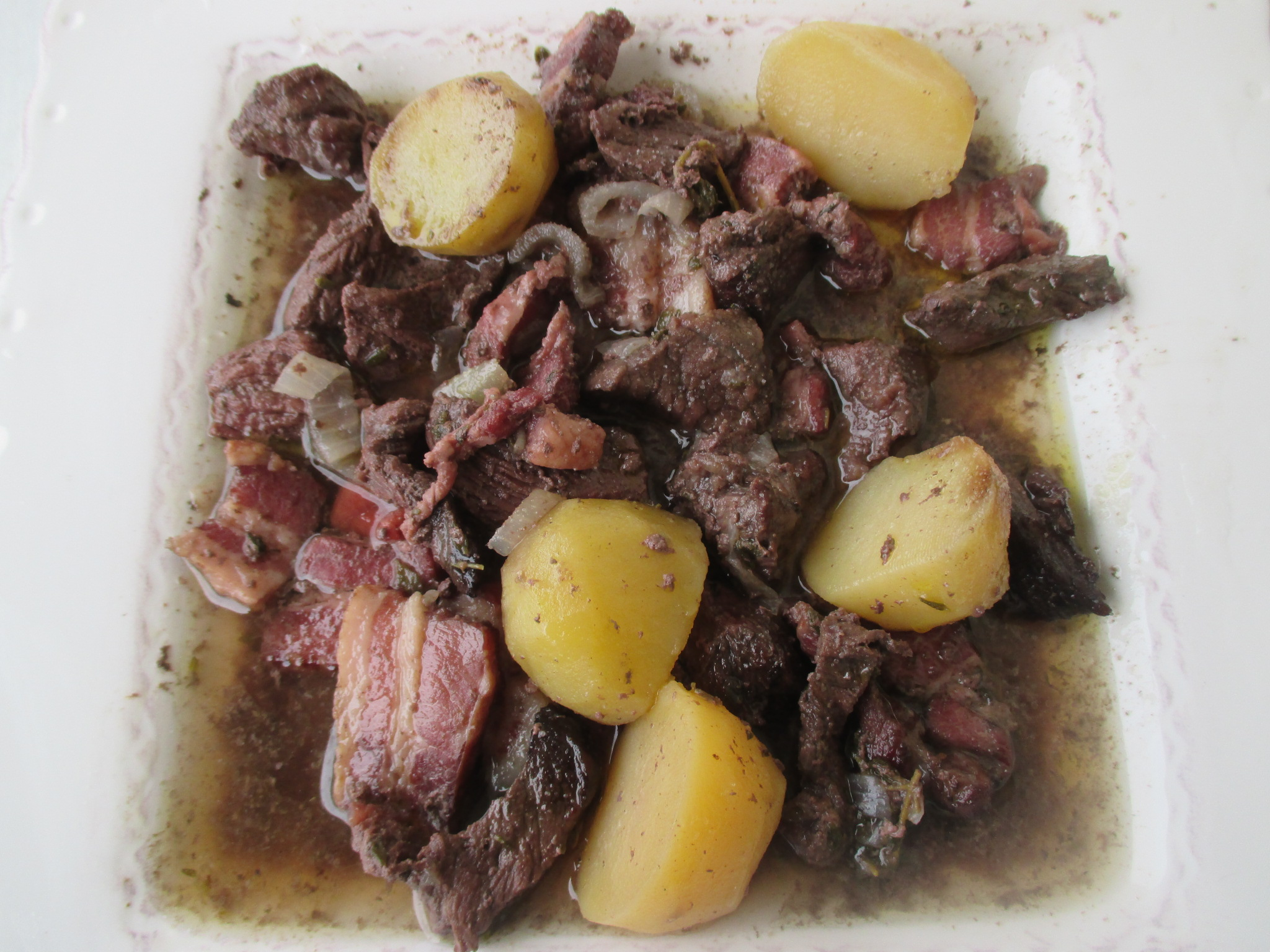
Daube provençale, de bœuf, lard, et pommes de terre.
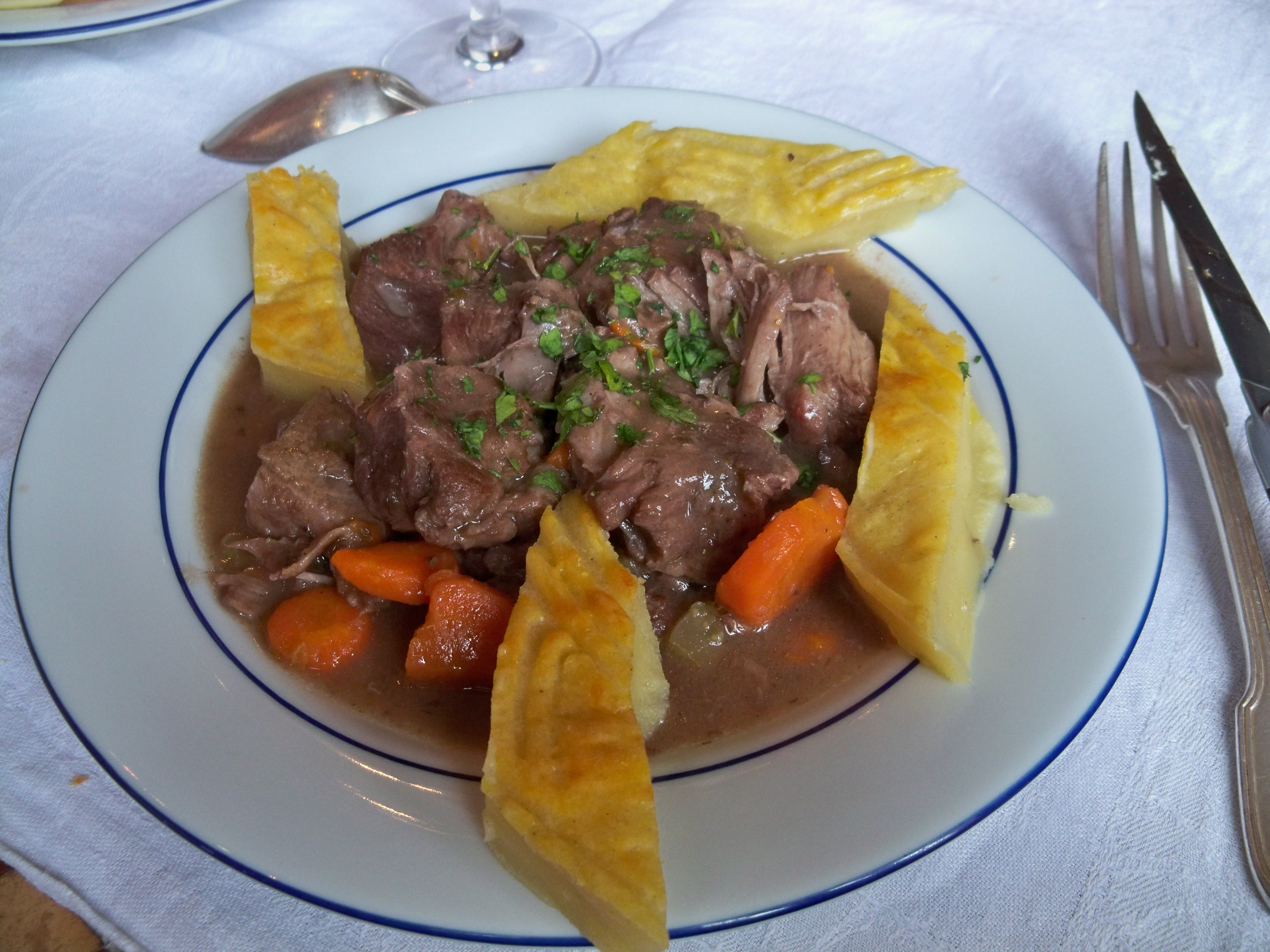
Daube de la montagne de Lure.
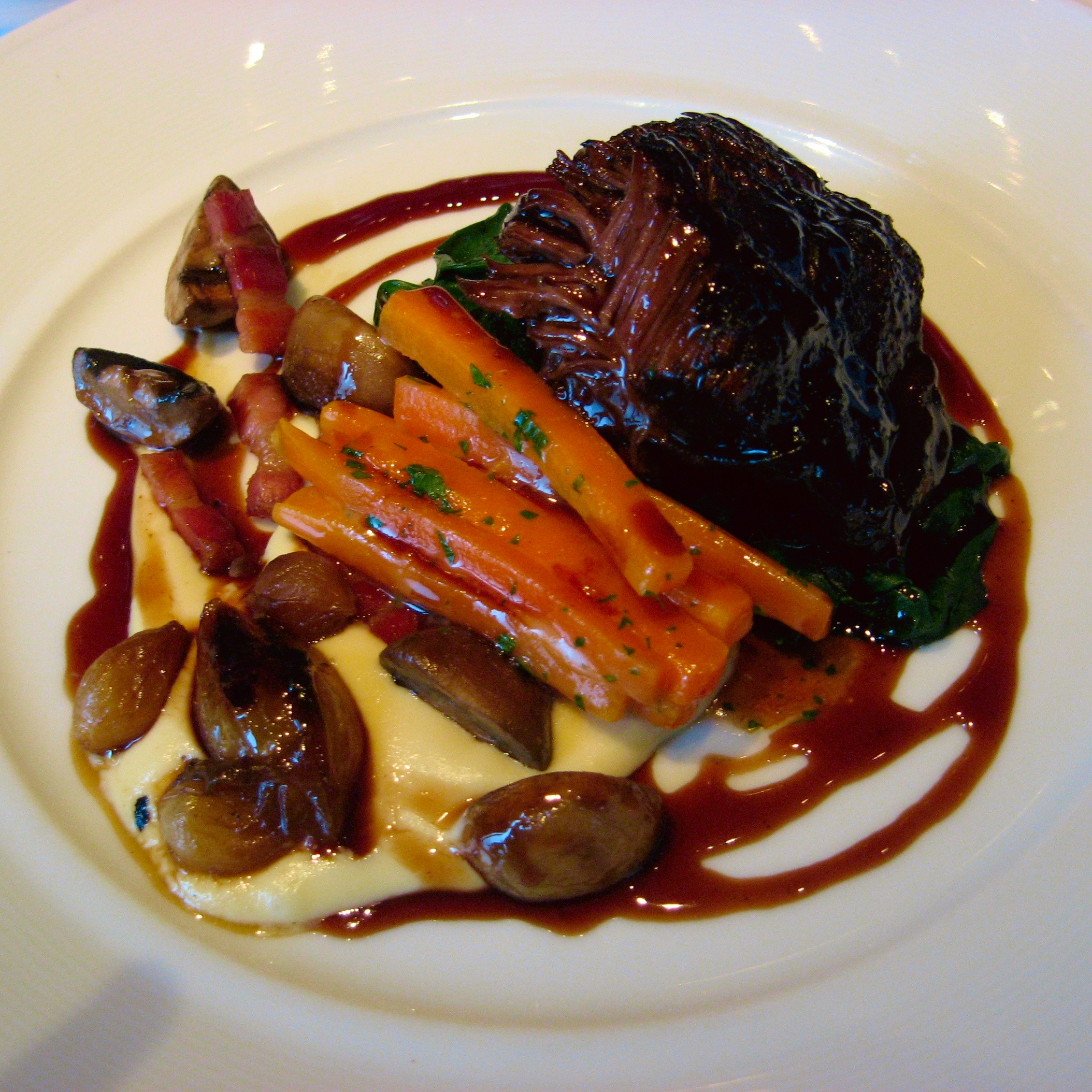
Daube niçoise.

L'écrivain occitan Jean-Yves Royer explique à ce sujet : « La macération préalable dans l'alcool constitue une particularité qui paraît renvoyer à d'anciens apprêts à but plus hygiéniques que proprement gastronomiques. Mais nos ancêtres savaient si bien lier les deux et tirer de la contrainte un plaisir. »